# Coppa d'Islanda
La Coppa d'Islanda (Bikarkeppni karla í knattspyrnu), chiamata per ragioni di sponsorizzazione Mjólkurbikarinn, è la coppa nazionale di calcio dell'Islanda, assegnata dalla Federazione calcistica islandese. È il secondo torneo calcistico islandese per importanza dopo la l'Úrvalsdeild.

## Albo d'oro
| Anno | Vincitore                             | Risultato                             | Finalista                             |
| ---- | ------------------------------------- | ------------------------------------- | ------------------------------------- |
| 1960 | KR Reykjavík                          | 2-0                                   | Fram Reykjavík                        |
| 1961 | KR Reykjavík                          | 4-3                                   | ÍA Akraness                           |
| 1962 | KR Reykjavík                          | 3-0                                   | Fram Reykjavík                        |
| 1963 | KR Reykjavík                          | 4-1                                   | ÍA Akraness                           |
| 1964 | KR Reykjavík                          | 4-0                                   | ÍA Akraness                           |
| 1965 | Valur                                 | 5-3                                   | ÍA Akraness                           |
| 1966 | KR Reykjavík                          | 1-0                                   | Valur                                 |
| 1967 | KR Reykjavík                          | 3-0                                   | Víkingur                              |
| 1968 | ÍBV Vestmannæyja                      | 2-1                                   | KR-b Reykjavík                        |
| 1969 | ÍBA Akureyri                          | 1-1, 3-2 (rip.)                       | ÍA Akraness                           |
| 1970 | Fram Reykjavík                        | 2-1                                   | ÍBV Vestmannæyja                      |
| 1971 | Víkingur                              | 1-0                                   | Breiðablik                            |
| 1972 | ÍBV Vestmannæyja                      | 2-0                                   | FH Hafnarfjörður                      |
| 1973 | Fram Reykjavík                        | 2-1                                   | Keflavík                              |
| 1974 | Valur                                 | 4-1                                   | ÍA Akraness                           |
| 1975 | Keflavík                              | 1-0                                   | ÍA Akraness                           |
| 1976 | Valur                                 | 3-0                                   | ÍA Akraness                           |
| 1977 | Valur                                 | 2-1                                   | Fram Reykjavík                        |
| 1978 | ÍA Akraness                           | 1-0                                   | Valur                                 |
| 1979 | Fram Reykjavík                        | 1-0                                   | Valur                                 |
| 1980 | Fram Reykjavík                        | 2-1                                   | ÍBV Vestmannæyja                      |
| 1981 | ÍBV Vestmannæyja                      | 3-2                                   | Fram Reykjavík                        |
| 1982 | ÍA Akraness                           | 2-1                                   | Keflavík                              |
| 1983 | ÍA Akraness                           | 2-1 (n.v)                             | ÍBV Vestmannæyja                      |
| 1984 | ÍA Akraness                           | 2-1                                   | Fram Reykjavík                        |
| 1985 | Fram Reykjavík                        | 3-1                                   | Keflavík                              |
| 1986 | ÍA Akraness                           | 2-1                                   | Fram Reykjavík                        |
| 1987 | Fram Reykjavík                        | 5-0                                   | Víðir Garði                           |
| 1988 | Valur                                 | 1-0                                   | Keflavík                              |
| 1989 | Fram Reykjavík                        | 3-1                                   | KR Reykjavík                          |
| 1990 | Valur                                 | 1-1 0-0 (r.) (5-4 n.p.)               | KR Reykjavík                          |
| 1991 | Valur                                 | 1-1 1-0 (r.)                          | FH Hafnarfjörður                      |
| 1992 | Valur                                 | 5-2 (n.v.)                            | KA Akureyri                           |
| 1993 | ÍA Akraness                           | 2-1                                   | Keflavík                              |
| 1994 | KR Reykjavík                          | 2-0                                   | Grindavík                             |
| 1995 | KR Reykjavík                          | 2-1                                   | Fram Reykjavík                        |
| 1996 | ÍA Akraness                           | 2-1                                   | ÍBV Vestmannæyja                      |
| 1997 | Keflavík                              | 1-1 0-0 (r.) (5-4 n.p.)               | ÍBV Vestmannæyja                      |
| 1998 | ÍBV Vestmannæyja                      | 2-0                                   | IF Leiftur                            |
| 1999 | KR Reykjavík                          | 3-1                                   | ÍA Akraness                           |
| 2000 | ÍA Akraness                           | 2-1                                   | ÍBV Vestmannæyja                      |
| 2001 | Fylkir                                | 2-2 (5-4 n.p.)                        | KA Akureyri                           |
| 2002 | Fylkir                                | 3-1                                   | Fram Reykjavík                        |
| 2003 | ÍA Akraness                           | 1-0                                   | FH Hafnarfjörður                      |
| 2004 | Keflavík                              | 3-0                                   | KA Akureyri                           |
| 2005 | Valur                                 | 1-0                                   | Fram Reykjavík                        |
| 2006 | Keflavík                              | 2-0                                   | KR Reykjavík                          |
| 2007 | FH Hafnarfjörður                      | 2-1                                   | Fjölnir                               |
| 2008 | KR Reykjavík                          | 1-0                                   | Fjölnir                               |
| 2009 | Breiðablik                            | 2-2 7-6 (dtr)                         | Fram Reykjavík                        |
| 2010 | FH Hafnarfjörður                      | 4-0                                   | KR Reykjavík                          |
| 2011 | KR Reykjavík                          | 2-0                                   | Þór                                   |
| 2012 | KR Reykjavík                          | 2-1                                   | Stjarnan                              |
| 2013 | Fram Reykjavík                        | 3-3 3-1 (dtr)                         | Stjarnan                              |
| 2014 | KR Reykjavík                          | 2-1                                   | Keflavík                              |
| 2015 | Valur                                 | 2-0                                   | KR Reykjavík                          |
| 2016 | Valur                                 | 2-0                                   | ÍBV Vestmannæyja                      |
| 2017 | ÍBV Vestmannæyja                      | 1-0                                   | FH Hafnarfjörður                      |
| 2018 | Stjarnan                              | 0-0 4-1 (dtr)                         | Breiðablik                            |
| 2019 | Víkingur                              | 1-0                                   | FH Hafnarfjörður                      |
| 2020 | Annullato per la pandemia di COVID-19 | Annullato per la pandemia di COVID-19 | Annullato per la pandemia di COVID-19 |
| 2021 | Víkingur                              | 3-0                                   | ÍA Akraness                           |
| 2022 | Víkingur                              | 3-2 (dts)                             | FH Hafnarfjörður                      |
| 2023 | Víkingur                              | 3-1                                   | KA Akureyri                           |
| 2024 | KA Akureyri                           | 2-0                                   | Víkingur                              |

## Vittorie per club
| Club             | Vittorie | Anno                                                                               |
| ---------------- | -------- | ---------------------------------------------------------------------------------- |
| KR Reykjavík     | 14       | 1960, 1961, 1962, 1963, 1964, 1966, 1967, 1994, 1995, 1999, 2008, 2011, 2012, 2014 |
| Valur            | 11       | 1965, 1974, 1976, 1977, 1988, 1990, 1991, 1992, 2005, 2015, 2016                   |
| ÍA Akraness      | 9        | 1978, 1982, 1983, 1984, 1986, 1993, 1996, 2000, 2003                               |
| Fram Reykjavík   | 8        | 1970, 1973, 1979, 1980, 1985, 1987, 1989, 2013                                     |
| ÍBV Vestmannæyja | 5        | 1968, 1972, 1981, 1998, 2017                                                       |
| Víkingur         | 5        | 1971, 2019, 2021, 2022, 2023                                                       |
| Keflavík         | 4        | 1975, 1997, 2004, 2006                                                             |
| Fylkir           | 2        | 2001, 2002                                                                         |
| FH Hafnarfjörður | 2        | 2007, 2010                                                                         |
| ÍBA Akureyri     | 1        | 1969                                                                               |
| Breiðablik       | 1        | 2009                                                                               |
| Stjarnan         | 1        | 2018                                                                               |
| KA Akureyri      | 1        | 2024                                                                               |